# Beameromyia lacinia
Beameromyia lacinia är en tvåvingeart som beskrevs av Martin 1957. Beameromyia lacinia ingår i släktet Beameromyia och familjen rovflugor. Inga underarter finns listade i Catalogue of Life.